# Enham Alamein
Enham Alamein est une paroisse civile et un village du Hampshire, en Angleterre.